# Filovia dell'Aquila
La filovia dell'Aquila fu una linea filoviaria in esercizio all'Aquila dal 1909 al 1924.

## Storia
La realizzazione della filovia si rese necessaria con l'apertura, nel 1875, della stazione ferroviaria fuori dalla città, al margine sudoccidentale della cinta muraria. Il collegamento tra la città e il suo scalo venne effettuato in un primo momento mediante omnibus; quindi, grazie anche all'interesse del senatore Gennaro Manna, venne realizzata una linea filoviaria, la seconda in Abruzzo dopo la filovia Pescara-Castellammare Adriatico.
La linea venne attivata il 19 maggio 1909 e gestita dalla società locale Chiodi & Capranica. Si sviluppava su un tracciato di circa 3 km da piazza Regina Margherita sino al piazzale della Stazione, transitando su corso Vittorio Emanuele, piazza del Duomo, via XX Settembre e viale XXV Aprile. Rimase attiva fino al 31 marzo 1924, data in cui venne dismessa per la scarsa frequentazione e sostituita da un analogo servizio automobilistico.